# Élection gouvernorale khakasse de 2018
L'élection gouvernorale khakasse de 2018 a lieu les 9 septembre et 11 novembre 2018 afin d'élire le gouverneur de la république de Khakassie, l'une des 22 républiques de la fédération de russie. Le gouverneur sortant Viktor Zimine du parti au pouvoir Russie unie se retire après s'être retrouvé relégué en seconde place au premier tour derrière le candidat communiste Valentin Konovalov, qui se retrouve seul candidat en lice au second tour après qu'Andreï Filyagine du parti Russie juste et Aleksandr Myakhar du Parti de la croissance, arrivé respectivement en troisième position et quatrième positions, se soit retirés à leur tour. 
Konovalov est élu au second tour par un peu plus de 57 % de voix "Pour", ce qui fait de lui le premier candidat à être élu sans opposition en Russie depuis 1997,.

## Mode de scrutin
L'élection du gouverneur de Khakassie a lieu au scrutin uninominal majoritaire à deux tours. Est élu pour cinq ans le candidat ayant recueilli la majorité absolue (50%+1) du total des votes valides et invalides au premier tour ou, à défaut, celui arrivé en tête lors du second tour organisé entre les deux candidats ayant recueilli le plus de voix au premier.

## Second tour

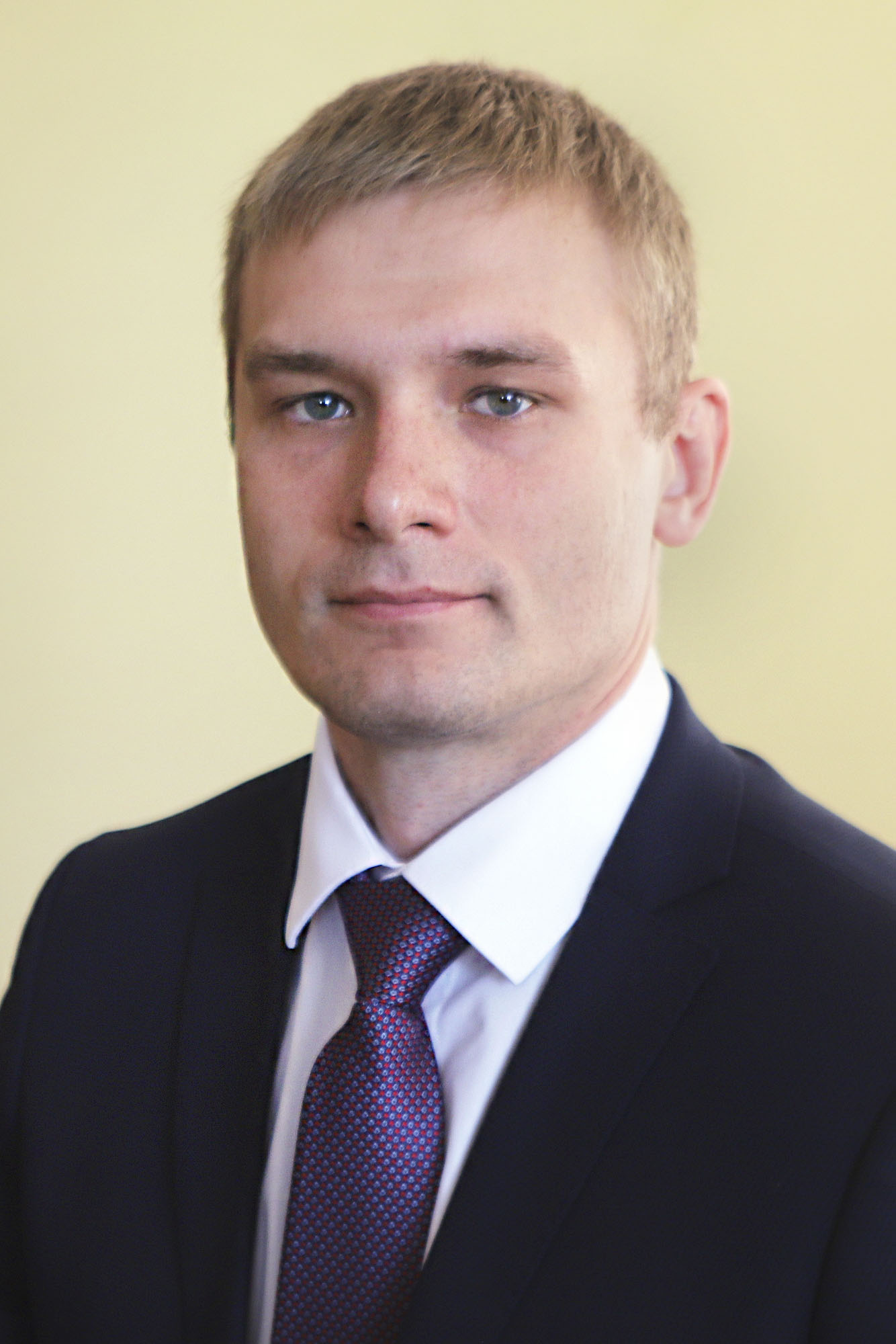
Valentin Konovalov

Initialement prévu pour le 23 septembre, le second tour est une première fois reporté au 7 octobre après le retrait de Viktor Zimine, gouverneur depuis dix ans et membre du parti au pouvoir Russie Unie. Celui-ci retire sa candidature le 23 septembre « pour raisons de santé », dans un contexte de défaites surprises des candidats de Russie Unie au cours de plusieurs autres gouvernatoriales organisées le même jour - malgré une majorité de victoires - dans le contexte plus large de contestation d'une récente réforme repoussant l'âge de départ à la retraite de 60 à 65 ans pour les hommes et de 55 à 63 ans pour les femmes,,. Plusieurs médias russes soutiennent sur la base de sources anonymes que le retrait de Zimine aurait été décidé par les dirigeants de Russie Unie afin d'éviter de voir le parti au pouvoir subir une nouvelle défaite.
Son retrait entraine la qualification de Andrey Filyagin, arrivé en troisième place sous la bannière du parti Russie juste. Valentin Konovalov reçoit quant à lui le soutien du Parti libéral-démocrate. Le 2 octobre, cependant, Filyagin se retire également de la course. Valentin Konovalov devait donc affronter le candidat arrivé en quatrième place, Alexander Myakhar, mais celui-ci se retire à son tour quelques jours avant le second tour. Du fait de l'ensemble de ces retraits, le scrutin est a nouveau reporté, une première fois au 21 octobre puis au 11 novembre. Les électeurs ont finalement le choix au second tour entre un bulletin pour Konovalov et un bulletin "Contre". Dans l'éventualité de la victoire de ce second choix, la Khakassie se verrait amenée à recommencer le processus électoral depuis le début, une nouvelle élection en deux tours devant se tenir trois mois plus tard.
Entre temps, le 3 octobre, le président de la fédération russe Vladimir Poutine désigne Mikhail Razvozhayev gouverneur par intérim, le mandat de Viktor Zimine étant arrivé à expiration.

## Résultats

Résultats des deux tours par territoires.
Valentin Konovalov
Viktor Zimine

| Candidats                 | Candidats                 | Partis                    | 1er tour     | 1er tour     | 2d tour | 2d tour |
| Candidats                 | Candidats                 | Partis                    | Voix         | %            | Voix    | %       |
| ------------------------- | ------------------------- | ------------------------- | ------------ | ------------ | ------- | ------- |
|                           | Valentin Konovalov        | Parti communiste          | 71 553       | 44,81        | 101 405 | 57,57   |
|                           | Viktor Zimine             | Russie unie               | 51 771       | 32,42        | Abandon | Abandon |
|                           | Andreï Filyagine          | Russie juste              | 17 930       | 11,23        | Abandon | Abandon |
|                           | Aleksandr Myakhar         | Parti de la croissance    | 10 551       | 6,61         | Abandon | Abandon |
|                           | Votes Contre              | Votes Contre              | Votes Contre | Votes Contre | 72 498  | 41,16   |
| Votes blancs ou invalides | Votes blancs ou invalides | Votes blancs ou invalides | 7 865        | 4,93         | 2 234   | 1,27    |
|                           |                           |                           |              |              |         |         |
| Votes valides             | Votes valides             | Votes valides             | 151 805      | 95,07        | 173 903 | 98,73   |
| Votes blancs ou invalides | Votes blancs ou invalides | Votes blancs ou invalides | 7 865        | 4,93         | 2 234   | 1,27    |
| Total                     | Total                     | Total                     | 159 670      | 100          | 176 137 | 100     |
| Abstention                | Abstention                | Abstention                | 222 611      | 58,23        | 209 064 | 54,27   |
| Inscrits/Participation    | Inscrits/Participation    | Inscrits/Participation    | 382 281      | 41,77        | 385 201 | 45,73   |